# Gérard Jacquet
Pour les articles homonymes, voir Jacquet.
Gérard Jacquet est un chanteur, auteur, musicien, peintre et animateur radio français d'expression  française et catalane, né le 1er juillet 1955 à Saint-Féliu-d'Amont (Pyrénées-Orientales). Il a commencé sa carrière artistique au sein du groupe musical Guillem de Cabestany en 1977. Cette même année, il tient la seconde guitare sur le premier album de Pere Figueres,  "A la recerca d'una terra", enregistré dans le studio d'André de Vera. En formule solo, accompagné par des musiciens acoustiques ou en formation rock, Gerard Jacquet a écrit une centaine de chansons, édité plusieurs disques et effectué des tournées en Catalogne nord, Catalogne Sud, France et Italie.

## Biographie
En 1979, il forme avec Marie-Hélène Rault (flûte et violon), Jean-Jacques Baudet (basse, contrebasse et batterie) et Michel Cousserans-Miquel (claviers) le groupe de rock progressif Aléa, puis s'entoure, pour la première fois sous son propre nom, d'une formule trio en 1981. Jean-Paul Homs tient la contrebasse et la basse, Philippe Belaïdi tient la batterie, les percussions et le xylophone. Le départ de son activité solo est alors donné, lors d'un renouveau culturel du Pays Catalan du Nord, parallèle à la reprise d'activité de la Catalogne Sud libérée du franquisme depuis 1975, qui offre un panorama favorable à l'expression catalane, sous toutes ses formes. Après une série d'enregistrements de maquettes et de brèves tournées en Catalogne Nord / Pyrénées-Orientales, c'est en 1985 qu'il tente l'aventure des Pays Catalans, en créant avec Philippe Belaidi, Michel Cousserans-Miquel et Jacques Rousset(à la Basse) le groupe Ample Temple, produit par la maison de disques barcelonaise Audiovisuals de Sarrià. Le groupe connaîtra son apogée en 1986 à Barcelone, lors d'un grand concert en plein air aux côtés des groupes de référence du moment, organisé par le magazine El Temps. Gérard Jacquet renonce ensuite à l'aventure collective, se consacre aux musiques assistées par ordinateur, et réalise en 1988, une maquette qui ne débouchera pas sur un album.[citation nécessaire]
À l'issue d'une pause assortie d'un repositionnement artistique, il reforme un groupe en 1993, sur une base sonore méditerranéenne (instruments maghrébins, ub, buzuki) et des textes qui lui valent le titre de Àngel negre de la cançó (ange noir de la chanson) selon la presse barcelonaise, [réf. nécessaire] ; un album sort en 1996 en France et en Espagne. Une formule musicale semblable est à l'œuvre pour son deuxième album, El tro, per sempre (Le tonnerre, pour toujours) sorti en 2003.
La dualité de cet artiste, partagé entre la chanson parfois torturée et les saynètes théâtrales incluses dans certains de ses concerts de la période 1982-1985, reste une valeur permanente. En 2006, il est le coauteur, avec Norbert Narach, de la pièce bilingue Un fil i una canya !, mettant en scène, dans un bistrot de village, toute la diversité sociale et humaine de la Catalogne Nord contemporaine.

## Discographie
- 45 tours Groupe Ample Temple. "Crazy sputnik" et "Barcelona by night" (Barcelone 1986 - Audiovisuals de Sarrià).
- CD "Gerard Jacquet" (1995 - Al·leluia Records)
- CD "El tro, per sempre" (2003, autoproduit).
- CD "Pop-songs del Rosselló" (Gerard Jacquet/Pascal Comelade) - 2000
- CD "Pop-songs del Rosselló II" (Gerard Jacquet/Pascal Comelade) - 2002

## Poésie
- Nu (Éditions Trabucaire)
- Oh (Éditions Trabucaire)
- Mortorà (Éditions Trabucaire)
- Dolces nafres (Éditions Trabucaire)
- Perpinyhard (collectiu/novel·les, Éditions Trabucaire)

## Livres
- "Le petit dico d'aqui" de Gérard Jacquet (Éditions Trabucaire)
- "Le petit dico d'aqui - Vol 2" de Gérard Jacquet (Éditions Trabucaire)